# Broad Contemporary Art Museum
Pour les articles homonymes, voir Broad.

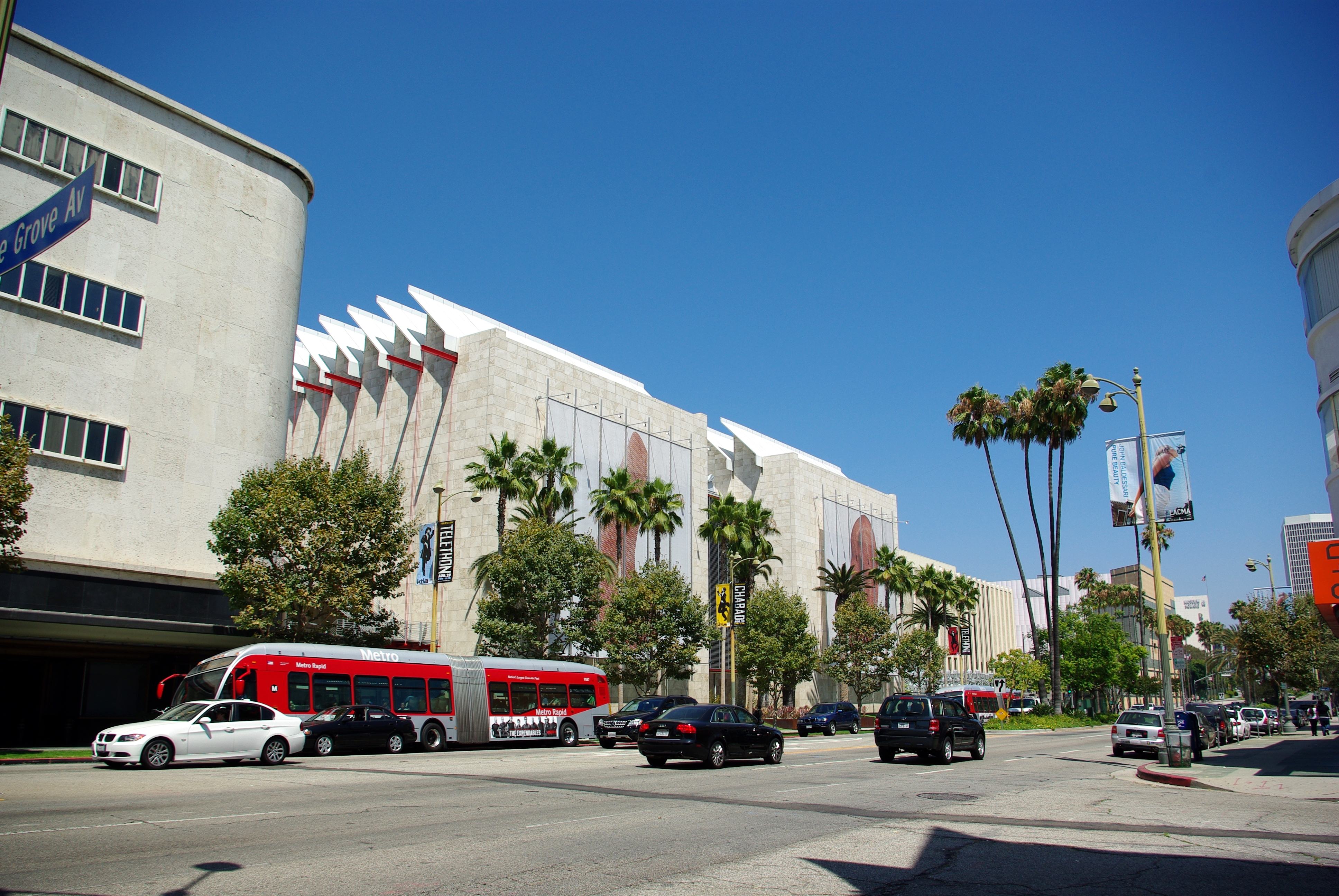
LACMA

Le Broad Contemporary Art Museum est un espace musée privé situé au sein du Musée d'art du comté de Los Angeles (LACMA) Los Angeles en Californie. 
Conçu par l'architecte italien Renzo Piano, il a été inauguré le 14 janvier 2008 pour être un espace dévolu à la collection privée d'art contemporain du promoteur immobilier américain Eli Broad et complété par quelques œuvres des collections contemporaines du LACMA.
Sa surface totale de 60 000 m2. Le bâtiment est divisé en deux ailes de trois étages sont entièrement parées de travertin italien et reliées par une partie centrale en verre.